# Lamyctopristus sinuatus
Lamyctopristus sinuatus är en mångfotingart som först beskrevs av Carl Oscar von Porat 1893.  Lamyctopristus sinuatus ingår i släktet Lamyctopristus och familjen fåögonkrypare. Inga underarter finns listade i Catalogue of Life.